# Диас дель Кастильо, Берналь
Берна́ль Ди́ас дель Касти́льо (исп. Bernal Díaz del Castillo; 1495 или 1496, Медина-дель-Кампо — 1584, Антигуа-Гуатемала) — испанский конкистадор, участник экспедиции Эрнана Кортеса. Автор хроники «Правдивая история завоевания Новой Испании» (1557—1575) — важного источника по конкисте.

## Ранние годы
Родился в Медина-дель-Кампо в небогатой, но знатной семье. Относительно дворянского титула «дель Кастильо» имеются некоторые сомнения. В большинстве документов первой половины XVI века Берналь упомянут просто как Берналь Диас. Кроме того, он сам неоднократно так подписывался, и лишь после 1551 года, когда он занял важную должность в Гватемале, в его имени появилось наименование дворянского титула. По его собственным словам, отец — Франсиско Диас дель Кастильо, был рехидором (членом городского управления) его родного города. Невзирая на то, что систематического образования, по словам американского историка конкисты Уильяма Прескотта, он так и не получил, его сочинение выдаёт знакомство с рыцарскими романами, в частности, «Амадисом Гальским» и «Деяниями Эспландиана», а также античными классиками, в частности, Гомером, Юлием Цезарем, Титом Ливием, Тацитом и Плутархом.
В 1514 году Берналь отправился на Кубу под командованием Педрариоса Давилы, в надежде поправить благосостояние. В то время ему было около 20 лет, и он имел только начатки образования. Сам он утверждал, что первоначально отправился в Панаму, и претерпел там немало бедствий. В 1517 году принял участие в экспедиции Франсиско Эрнандеса де Кордоба на Карибские острова. Экспедиция закончилась неудачно, однако в ходе её был открыт полуостров Юкатан. После этого фиаско Берналь прибыл на Кубу к Веласкесу, когда тот занимался подготовкой очередной экспедиции, и вместо энкомьенды ему было предложено участвовать в ней. Берналь не обрадовался этому предложению, но не имея других вариантов был вынужден согласиться. 8 апреля 1518 года в составе экспедиции Хуана де Грихальвы Берналь Диас вновь отправился на Юкатан. Через двадцать дней после отплытия с Кубы экспедиция, в которой участвовал Берналь, открыла остров Косумель. После этого путешествия появилось название Новая Испания.

## Экспедиции Кортеса
Как только он с большей частью участников экспедиции Грихальвы, вернулись в Гавану, он тут же завербовался к Кортесу, и направился на завоевание Мексики. Непосредственным начальником Берналя Диаса был Педро де Альварадо. Некоторое время Берналь Диас дель Кастильо везде следует за Кортесом. Результатом этой военной кампании стало падение империи ацтеков в 1521 году. Однако эта мексиканская кампания не сильно обогатила Берналя: как и большинство других простых солдат, при разделе добычи он получил ничтожную добычу в размере сто песо.
Когда капитан Гонсало де Сандоваль отправился по приказу Кортеса на юго-запад Мексики заселять атлантическое побережье (нынешние штаты Веракрус и Чьяпас), Берналь присоединился и к этой экспедиции, по результатам которой получил энкомьенду — земельный надел, два индейских селения под его патронатом и какое-то количество индейцев в услужение. Там он поселился с наложницей, подаренной ему в Теночтитлане правителем ацтеков, которую крестил под именем Франсиска и взял в жены. Она родила ему дочь Тересу и сына Диего.
Когда в 1524 году произошло восстание индейцев в соседней провинции Симатан (совр. штат Оахака), Берналь с тремя конкистадорами был отправлен к ним как посол с предложением заключить мир. Берналь описывает эту стычку следующим образом: 

«Мы отправились туда, идя все время по трудной, болотистой почве со множеством рек. Немного не доходя до Симатана, мы известили жителей о цели нашего прихода; ответом послужило нападение с трех сторон: двое из нас пало, я получил опасную рану в горло и истекал кровью; наконец и последний из нас тоже был изранен, и как мы отчаянно ни бились, нам пришлось подумать о бегстве по направлению к большой реке Масапа, где стояли лодки. Мой товарищ Франсиско Мартин и устремился туда, а я, обессилев, забрался в густые заросли, где почти лишился чувств. Наконец, я оправился, собрался с силами и с криком: "Наша Сеньора, помоги мне, чтоб эти собаки хоть сегодня меня не убили", — я бросился на индейцев и, несмотря на новые раны, пробился к своему товарищу Фансиско Мартину, который уже находился подле лодок. Лодки наши спасены были четырьмя верными индейцами, подвиг которых тем выше, что жители Симатана не столько интересовались нами, сколько нашим багажом.»
Оправившись от полученных ранений, Берналь отправился в карательную экспедицию по дебрям Чьяпаса под началом капитана Луиса Марина; результатом многомесячного похода стало «замирение» края; а наградой Берналю стала ещё одна энкомьенда — теперь в Чьяпасе.
Через год Кортес организовал экспедицию в Гондурас. Его путь пролегал через Коацахоалькос, заселенный преимущественно ветеранами мексиканской кампании — «старыми конкистадорами», которым он приказывает присоединиться к экспедиции. Как пишет сам Берналь об этом: 

«…Среди отправляемых было пять подлинных конкистадоров, старых, испытанных товарищей Кортеса, прибывших с ним вместе в Новую Испанию; правда, они уже осели, обзавелись семьей, хотели бы отдохнуть, но разве можно было сказать Кортесу: "Повремените, я не хочу более воевать!" Нет, раз он хотел, нельзя было противиться, он все равно заставит, по-хорошему или силком…»
Гондурасская экспедиция длилась 2,5 года, в ходе которой Кортес назначил Берналя капитаном, поставив его во главе тридцати испанцев и трех сотен индейских воинов. В 1526 году Берналь вернулся из гондурасской экспедиции Кортеса домой в Коацакоалькос, где его ждали жена и дети. За военные заслуги он дважды получал владения в Мексике, но эти пожалования были формальными.
Один из современников Саес де Санта-Мария описывает его как худощавого, с густой копной волос, опытного офицера, привыкшего к тяготам военной службы, равнодушного к вину, но испытывавшего слабость к шоколаду, который он регулярно пил на завтрак.

## Земельные споры
В середине 1530-х годов в Табаско и в Чьяпасе были основаны новые города, — в том числе на землях, принадлежавших Берналю, из-за чего он практически лишился своих энкомьенд. По этой причине Берналь обратился с петицией к властям Новой Испании с просьбой возместить ему ущерб. Обоснованность его требований подтвердили пять свидетелей, из числа «старых конкистадоров». А также сам Кортес, написал ему рекомендательное письмо. Дело Берналя слушалось в Мехико в феврале 1539 года и, было рассмотрено в его пользу. Однако окончательное решение по его делу принималось Королевским Советом по делам Индий, поэтому Берналь отправляется в Испанию, где он не был почти 26 лет. По результатам этой поездки Берналю повезло — Совет рассмотрел его дело достаточно быстро и вынес два решения, согласно которым обязал вице-короля Новой Испании и губернатора Гватемалы выделить Берналю энкомьенды вместо утраченных ранее.
В 1541 году Берналь вернулся в Новый Свет и прибыл в Гватемалу, для того, чтобы получить присужденную ему энкомьенду, где взял себе новую индейскую наложницу Ангелину, от которой имел сына Диего, признанного в качестве законного лишь в 1565 году. Однако из-за того, что незадолго до прибытия Диаса губернатор умер, а столица была разрушена селевым потоком, прошло несколько лет, прежде чем он получил присужденный ему земельный надел. В 1544 году он женился на Тересе Бесерра, вдове и дочери одного из конкистадоров, которая родила ему шесть законных сыновей и трёх дочерей. Несмотря на всё это, он по-прежнему поддерживал отношения с доньей Франциской. Новая энкомьенда в должной мере не компенсировала утраченное ранее, поэтому Берналь продолжает свою переписку с чиновниками. В итоге он потратил на неё почти десять лет без особого результата, и, не добившись желаемого, снова отправился в Испанию.
На родину он прибыл в 1551 году — как раз в то время, когда в Совете по делам Индий проходима вторая сессия спора известного как «Вальядолидская хунта», между Бартоломе де Лас Касасом, выступавшим за отмену энкомьенды, и Хуаном Хинесом де Сепульведой, который считал индейцев людьми второго сорта и призывал за методы насильственной христианизации. Берналь в своей книге указывает, что его пригласили туда в качестве свидетеля — как «самого старого конкистадора Новой Испании». Протокол его выступления до нашего времени не сохранился, но принимая во внимание цель визита Берналя в Испанию, можно не сомневаться, что он выступал за сохранение энкомьенды. В результате этой поездки Берналь получил девять постановлений Совета, относящихся не только к нему самому, но и к его детям. Берналю было предоставлено в Гватемале столько же индейцев и угодий, как у него до этого было в Мексике.
После неоднократных попыток восстановить справедливость, после 1551 года жизнь Берналя налаживается. Его назначают на пожизненный пост рехидора (губернатора) в муниципалитете Сантьяго де лос Кабальерос, кроме того в документах той поры к фамилии Диас он начинает прибавлять «дель Кастильо». Есть основания полагать, что около 1552 года ему пришла в голову мысль описать историю завоевания Мексики, свидетелем и участником которого он был. Вероятно, это произошло после встреч с ветеранами, и прочтения официальных хроник, появившихся в то время, в том числе книги хрониста Франсиско Лопеса де Гомары «Испания-победительница» (лат. Hispania Victrix), который никогда не был в Новом Свете и написал свою книгу основываясь исключительно на воспоминаниях Кортеса, будучи его личным капелланом.
Скончался Берналь на своей новой родине, в Гватемале, в возрасте 88 или 89 лет, и был погребён в кафедральном соборе тогдашней его столицы Ла Антигуа, разрушенном в ходе катастрофического землетрясения 1773 года.

## «Правдивая история завоевания Новой Испании»
Свои впечатления Диас дель Кастильо, по-видимому, записывал в виде дневника, и, в конечном итоге, создал книгу «Правдивая история завоевания Новой Испании» (исп. Historia verdadera de la conquista de la Nueva España). Отличаясь необыкновенной памятью, Берналь Диас создал одно из самых примечательных сочинений XVI века, представляющее ценность не только в качестве исторического, но и историко-лингвистического источника.
Труд Берналя Диаса о событиях, участником которых он являлся, был закончен им около 1568 года, уже в глубокой старости. Хотя в начале работы он сетует на свою необразованность, в частности, незнание латыни, он справедливо полагает, что личные воспоминания очевидца компенсируют эти недостатки. И хотя Берналь Диас иногда ошибается, вольно или невольно (учитывая, что ему было более 73 года, когда он закончил работу), тем не менее он выполнил свою главную задачу — создал замечательный рассказ-хронику о событиях, в которых он принимал непосредственное участие. Своей «Правдивой историей…» он в какой-то мере желал дать ответ на тенденциозные официальные труды, в первую очередь, «Всеобщую историю Индий» и «Историю завоевания Мехико» Франсиско Лопеса де Гомары, духовника и историографа Эрнана Кортеса, в которых все заслуги приписывались последнему. А также и на книги других авторов, которые, по мнению Берналя Диаса, не сообщали о конкисте правдивых сведений, поскольку в большинстве своём, подобно Гомаре, сами никогда не бывали в Новом Свете и не участвовали в кровопролитных сражениях и тяжелейших походах.
Сам Берналь Диас отдаёт Кортесу должное, но и сообщает о многих недостойных его поступках, например, бессудной казни вождя Куатемока, и даже высказывается о них с осуждением, как впрочем и о делах других испанских командиров. Он с любовью говорит о своих соратниках (рассказывает даже о лошадях, называя их имена), но и справедливо оценивает индейцев, нередко с уважением высказываясь о противнике.
Текст сочинения Берналя Диаса, состоящего из 214 глав, довольно тяжеловат для чтения и содержит много повторов (чего только стоят несколько раз повторяющиеся одни и те же списки конкистадоров), с длинными, громоздкими предложениями. Достоинством Диаса-литератора, обладавшего, по словам американского писателя Хэммонда Иннеса, «фотографической памятью», было создание «эффекта присутствия».
Вместе с тем следует учитывать, что работа Берналя Диаса создавалась с совершенно определёнными целями:
- Это апология доблести испанских конкистадоров, действовавших во имя короля и веры.
- Автор чувствовал себя обделённым при разделе Нового Света и часто подчеркивает свои личные заслуги.
- Берналь Диас довольно критически относился к Эрнану Кортесу.

Будучи небеспристрастным наблюдателем, Берналь Диас заметно приуменьшал роль индейских союзников испанцев, нередко сваливая на них жестокости и грабежи, и практически сам не говорил на языках мексиканских индейцев (хотя, по его собственным словам, понимал наречие аборигенов Кубы). После прочтения «Правдивой истории…» может создаться впечатление, что 500 испанцев сумели покорить целую страну, хотя испанцы были только «ядром» многих тысяч индейских союзников (из ста девяноста гербов, пожалованных Карлом V, двадцать предназначалось для союзных индейских вождей).
Вместе с тем, нельзя не отметить наблюдательность Диаса в различных деталях, особенно военных и топографических. Так, рассказывая о созданных ацтеками на пути в Мексиканскую долину завалах из деревьев и камней, он отметил, что стволы эти можно было видеть спустя много лет по обочинам проложенной там позже дороги, описывая святилища Уицилопочтли и Тескатлипоки на теокалли в Теночтитлане, заметил, что их стены были забрызганы кровью и в них «стояло зловоние нестерпимее, чем в бойнях Кастилии», а рассказывая о щедрости Монтесумы, указал, что даже самый последний испанский солдат получил от императора, по крайней мере, по два увесистых золотых ожерелья.
Американский историк испанских завоеваний Уильям Прескотт, отмечая нравственность и религиозность Диаса, справедливо указывал, что по прошествии полувека после описываемых событий он, бесспорно, испытывал некоторые угрызения совести по поводу поступков своих соратников по отношению к Монтесуме и его подданным, стараясь оправдать их Божественным провидением. Перечисляя тяготы, выпавшие на долю завоевателей, он, сокрушаясь, писал, что из 550 испанцев, отплывших в 1519 году с Кубы вместе с Кортесом, лишь пятеро к 1568 году оставалось в живых.
Критика Берналя Диаса в его «Правдивой истории» как дел Кортеса, так и некоторых других испанских командиров и правителей, вызвала мощную ответную волну. Так, например, придворный историограф Антонио де Солис-и-Рибаденейра (1610—1686) в «Истории завоевания Мексики» писал:

«…Из многих мест его [(Берналя Диаса)] сочинения ясно видно его немалое честолюбие и негодование. Из-за страстей своих нередко возводит он незаслуженные и горькие жалобы на Эрнана Кортеса — величайшую личность в этой истории. Для этого он прилагает немалое старание, чтобы выискивать намерения Кортеса, дабы умалить и возвести хулу на его дела. Он же возмутительные речи и доносы солдат считает часто достовернее собственных слов и приказов их предводителя, а ведь, как во всех чинах, так более всего в воинском, опасно тем, которые должны только слушаться, дозволять рассуждать о приказах начальников.»
Современные критики отмечают, что на стиль и содержание работы Берналя Диаса повлиял рыцарский эпос его времени, что доказывается как характерными фигурами речи, так и большими преувеличениями. Так, рассказывая о боях в Теночтитлане в июне 1520 года, он пишет:

«…Такая же решимость была, по-видимому, и у врага: в бой они ввели столько сил, что десять тысяч троянских Гекторов и столько же Рольданов [(Роландов)] напрасно бы пытались пробиться! Помню как сейчас эту ужасную резню; стойкость врага была выше всякого вероятия, самые громадные потери как будто проходили незамеченными, а неудачи лишь увеличивали боевую ярость… Ведь говорили же некоторые из наших солдат, побывавшие в Италии и еще более далеких странах, что никогда не видали ничего подобного, что такое ожесточение не встречалось им ни в битвах с королем Франции, ни с самим великим турком.»
Описывая цомпантли (помост с вертикальными столбами-стойками, поддерживающими ряды поперечных шестов, на которые были нанизаны головы принесённых в жертву), Диас указывает, что там было нанизано более 100 000 человеческих черепов, а рассказывая о смерти 30 июня 1520 года Монтесумы, утверждает, что известие о ней «было принято с истинным прискорбием каждым кавалером и воином в армии, имевшим доступ к его особе; ибо мы все любили его, как отца».
При жизни Берналь Диас так и не увидел свою книгу опубликованной, несмотря на то, что в марте 1575 года отправил её рукопись в Испанию на имя председателя Королевского двора доктора Педро де Вильялобоса. По-видимому, поскольку в тот момент имя Кортеса было в опале, труд его соратника отправили в архивы Совета по делам Индий. Лишь почти через пятьдесят лет книгу нашел монах Алонсо Ремон и опубликовал в 1632 году, при этом достаточно сильно её отредактировав.
Первое издание 1632 года имело много неточностей, но, несмотря на это, неоднократно переиздавалось и переводилось (Mexico, 1837; Paris, 1877; London, 1908—1916). Первое точное издание по авторской рукописи, хранящейся в муниципальном архиве Гватемалы, вышло в 1904 году в Мексике (Mexico, 1904, 1939, 1944, 1950, 1960, 1961, 1962, 1968 и др.; Madrid, 1928; Guatemala, 1933—1934; есть и переводы: New York, 1956, Stuttgart, 1965; London, 1969. Имеется сокращенный перевод на русский язык: Егоров Д. Н. Записки солдата Берналя Диаза, I—II, издательство Брокгауз-Ефрон, Ленинград, 1924—1925 гг.; то же самое вторым изданием — Ленинград, 1928 г.). Этот перевод был уточнён, дополнен, частично сделан заново и представлен в новой редакции, с обширными примечаниями (включая множество переводов испанских и индейских источников), А. Р. Захарьяном, и издан в 2000 году издательством «Форум».

## Берналь Диас о себе и испанском завоевании
«Замечал я положение, как очень известные хронисты прежде, чем начинали писать свои истории, создавали вначале пролог и преамбулу, с доводами и весьма возвышенной риторикой для придания ясности и доверия к своим аргументам ради того, чтобы любознательные читатели, с ними ознакомившись, получили благозвучие и впечатление от них; а я, как не владеющий латынью, не осмелился создавать ни преамбулу, ни пролог из-за того, что необходимо для восхваления героических событий и подвигов, совершенных во время покорения Новой Испании и её провинций в сообществе с храбрым и сильным духом предводителем доном Эрнаном Кортесом, который затем, по прошествии времени, за героические свершения стал маркизом дель Валье, иметь силу описать все столь же величественно как подобает. Кроме того, необходим другой дар слова и лучшая риторика, чем у меня; но я видел и участвовал в этом покорении, и как знающий очевидец я вел о нём записи, с помощью Бога, весьма просто, без искажений ни в одном, ни в другом месте, а так как я стал стар, мне больше восьмидесяти четырёх лет, и я почти потерял зрение и слух, в моей судьбе нет другого богатства, которое оставлю моим детям и потомкам, кроме этого моего правдивого и примечательного рассказа, как впереди они в нём увидят; теперь, не задерживаясь больше, я расскажу и поразмышляю о моем отечестве, где был рожден, и в какой год отправился я из Кастилии, и в сообществе с какими предводителями ходил в походы, и где сейчас мое местонахождение и жилище.»

«Ежели же читатель спросит: «Что же сделали вы, все эти конкистадоры, в Новом Свете?» Я отвечу так. Прежде всего, мы ввели здесь христианство, освободив страну от прежних ужасов: достаточно указать, что в одном лишь Мешико ежегодно приносилось в жертву не менее 2 500 людей! Вот что мы изменили! Переделали мы, в связи с этим, и нравы, и всю жизнь. Множество городов и селений построено заново; введено скотоводство и плодоводство на европейский манер; туземцы научились многим новым ремеслам, и новая работа закипела в новых мастерских. Возникло немало художественных зданий, а ребята обучаются даже в правильных школах; что же касается самого Мешико, то там учреждена Универсальная коллегия, где изучают грамматику, богословие, риторику, логику, философию, и где раздаются ученые степени лиценциата и доктора. Книг там множество, и на всех языках. Всюду устроены добрые суды и поддерживается полная безопасность; индейцы привыкли уже выбирать себе своё самоуправление, и все мелкие дела решаются по их праву и обычаю. Касики по-прежнему богаты, окружают себя множеством пажей и слуг, имеют знатную конюшню, зачастую владеют конскими заводами и стадами мулов, пуская их с большой выгодой под торговые караваны. Индейцы ловки, удачливы, сметливы, легко все перенимают. Словом, и страна, и люди улучшаются.»

## Примечательный факт
Праправнуком Берналя Диаса был «отец гватемальской истории» Франсиско Антонио де Фуэнтес-и-Гусман (Francisco Antonio de Fuentes y Guzmán, 1643 г. — около 1700 г.), написавший знаменитый труд «История Гватемалы или избранное напоминание».

## В кино
- «Эрнан» (исп. Hernan) — телесериал о жизни Кортеса, Испания-Мексика (2019); в роли Берналя — Мигель Анхель Амор.

## Комментарии
1. ↑  Теоретически это возможно, так как в Теночтитлане и в других крупных городах на праздниках людей приносили в жертву тысячами, о чём свидетельствует хронист Диего Дуран. Хэммонд Иннес справедливо отмечает, что указанная Диасом цифра относилась ко всем 13 теокалли ацтекской столицы. См.: Иннес Х. Конкистадоры. История испанских завоеваний XV—XVI веков. — С. 101—102.

## Издания
- Записки солдата Берналя Диаза / Пер. Д. Н. Егорова. — Т. I—II. — Л.: Изд-во Брокгауз-Ефрон, 1924—1925. — 205+214 с. — (Открытия, завоевания, приключения).
- Берналь Диас дель Кастильо. Правдивая история завоевания Новой Испании / Пер. Д. Н. Егорова, А. Р. Захарьяна. — М.: Форум, 2000. — 400 с. — (Материалы по всеобщей истории). — ISBN 5-89747-020-0.
- The True History of the Conquest of Mexico by Captain Bernal Diaz del Castillo, translated by Maurice Keatinge. — London, 1800.
- The Memoirs of the Conquistador Bernal Díaz del Castillo, translated from the Spanish by John Ingram Lockhart. — Volumes I—II. — London, 1844.
- The True History of the Conquest of New Spain by Captain Bernal Díaz del Castillo, translated by Alfred Percival Maudslay. — Volumes I—IV. London: Hakluyt Society, 1908.
- Díaz del Castillo Bernal. The Conquest of New Spain, translated by J. M. Cohen. — 6'th printing. — Harmondsworth, England: Penguin Books, 1973. — (Penguin Classics). — ISBN 0-14-044123-9. OCLC 162351797.